# 曾柏文
曾柏文（1975年7月1日—），社會學者、評論人、政策研究者。曾任香港《端傳媒》評論總監、新北市政府（朱立倫市府）參議、中國國民黨主席江啟臣特別顧問、逢甲大學與東海大學兼任助理教授、中國國民黨智庫特約副研究員，並曾擔任多所機構顧問。

## 經歷
生於台北，幼年搬到台中，就讀省三國小、明道中學初中部、國立台中第一高級中學。1993年，參加國際化學奧林匹克競賽獲取金牌，保送臺灣大學化學學系，後來轉換到心理學系。畢業後，曾經擔任天下文化執行編輯、行銷企劃。2002年，赴英國倫敦政經學院轉念社會學，取得碩士後回台灣擔任國會法案助理，並在2004立法委員選舉中，擔任林正修立委候選人松信服務處副主任。
2006年，出版《比陽光燦爛、比雪潔淨》（天下遠見）一書後，赴英國就讀華威大學社會學研究所博士班，論文題目為 Framing Sociology in Taiwan, Hong Kong and Singapore: Geopolitics, States and Its Practitioners。研究期間曾訪問中央研究院社會所、香港大學香港人文社會研究所、新加坡國立大學社會系，並曾擔任歐盟「知識政治與新融合科技研究」計畫助研究員。
2012年畢業後，先後在新加坡東南亞研究所（ISEAS）與荷蘭萊頓國際亞洲研究中心（IIAS）從事博士後研究。
2014年回到台灣，開始在在獨立評論＠天下、udn鳴人堂撰寫專欄。太陽花運動後逐漸轉向媒體工作，先後擔任相對論總召集人暨主編，CNEX Doc 紀實頻道編輯室總召，香港《端傳媒》評論總監，有報導指控其人係因工作效率不彰、性騷擾等問題離職；曾在逢甲大學與東海大學擔任兼任助理教授。
2017年從端傳媒離職後，曾柏文轉向政策與文化工作，曾擔任新北市政府（朱立倫市府）參議、長風文教基金會顧問、銀光未來創新協會顧問、青鳥書店選書人、影想藝術文化基金會顧問、國民黨主席江啟臣特別顧問。2020年，曾柏文也參與拍攝牡丹社事件的歷史紀錄片 Sevalitan，參與腳本撰寫並擔任旁白配音。

## 爭議
- 2023年6月4號，被作家吳曉樂於臉書揭發為性騷擾慣犯，[7]還傳出受害者至少5位。當日深夜，曾柏文於社交媒體致歉，[8]但發文被質疑避重就輕，文過飾非，[5]反而引起更多受害者指控，總共超過10人。[9][10]

## 外部連結
- 曾柏文的Facebook專頁 （繁體中文）